# Mathilde Pauline Nostitz-Rieneck
Mathilde Pauline Nostitz-Rieneck (provdaná von Helfer, rozená des Grantes, 1801 Zinnitz – 9. července 1881 poblíž Merana) byla německo-rakouská šlechtična, cestovatelka, majitelka plantáží v jihovýchodní Asii, feministka, spisovatelka, amatérská bioložka a etnoložka, manželka cestovatele a etnologa Jana Viléma Helfera. V letech 1835 až 1840 absolvovala se svým manželem cestu přes Blízký a Střední východ do Barmy v jihovýchodní Asii, kde se po jeho dramatickém úmrtí při výpravě na Andamanské ostrovy pokoušela sama podnikat. Po návratu do Evropy se provdala do rodu Nosticů a posléze asijský pobyt literárně zaznamenala.

## Život

### Mládí
Narodila se pravděpodobně na zámku Zinnitz v Lužici. Byla dcerou statkáře, její předkové pocházeli ze Švýcarska a na zámku se posléze usídlili. Získala dobré soukromé vzdělání.
Okolo roku 1832 se v Hamburku seznámila s o devět let mladším Janem Vilémem Helferem, česko-německým medikem pražské Ferdinandovy univerzity a nadšeným entomologem, který zde pobýval na prázdninové cestě. Helfer ve studiích pokračoval ve Vídni a Pavii; doktorát medicíny a chirurgie získal v Pavii v listopadu 1832. Z existenčních důvodů pak doprovázel roku 1833 bohatou anglickou rodinu po Itálii a na Maltu. Sám pak pokračoval v cestě návštěvou Sicílie a severní Afriky. Při zpáteční cestě Francií svou budoucí manželku navštívil v Dieppe. Protože obdržel zprávu o tom, že se stane poručníkem sourozenců, musel se vrátit do Prahy a o ruku ji požádal písemně po návratu do Čech.

### Manželství a cesta do Iráku

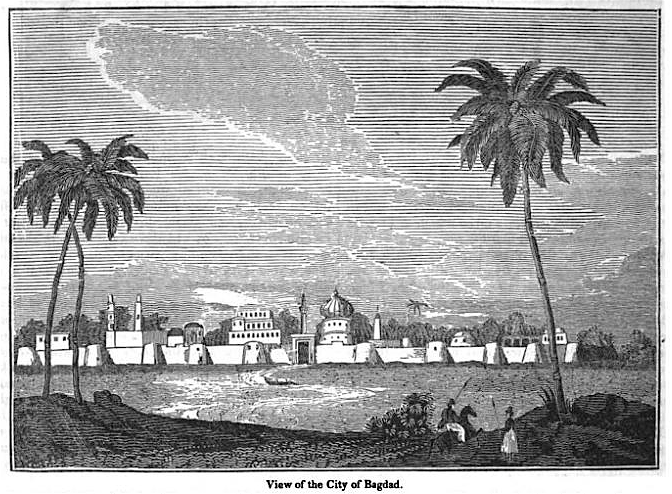
Bagdád v roce 1834

Dne 24. června 1834 se v Drážďanech uzavřeli sňatek a usadili se v Praze, kde Jan Helfer počal vykonávat lékařskou praxi. Toužil však po cestování a Pauline se jej rozhodla následovat. K realizaci dopomohla také část Paulina rodinného jmění. Dne 17. dubna 1835 opustili novomanželé Prahu a vydali se na cesty. Cestovali přes Vídeň do Terstu a odtud lodí do Smyrny, kam dorazili v červnu 1835; zde Helfer působil jako lékař.
Dva muži, kteří se vydávali za afghánské prince, ale později se projevili jako podvodníci, nabídli manželům Helferovým spolucestu lodí do Bejrútu a ti Smyrnu opustili 29. srpna 1835. Z Bejrútu pokračovali manželé Helferovi do Sýrie – Latákie a Aleppa.
Při cestě do Iráku z Aleppa do Bireciku na Eufratu cestovali s britským plukovníkem Francisem Rawdonem Chesneyem (1789-1872), který zde řešil zajištění paroplavby po Eufratu a tim spojení s Perským zálivem a Indií. Dr. Helfer se jako lékař stal vítanou posilou anglického tábora, kde byly montovány parníky Eufrat a Tigris. Po ukončení montáže pozval plukovník Chesney manžele Helferovy, aby se zúčastnili plavby po Eufratu. Parníky vypluly 18. března 1836 a po problémech a ztroskotání jedné z lodí dorazili 18. června do Basry.

### Pobyt v Indii a Barmě
Dr. Helfer zamýšlel si otevřít lékařskou praxi v íránském Búšehru (anglicky Bushire). Pauline zde však opakovaně napadli místními šíity a manželé Persii opustili; přesídlili do indické Kalkaty. Doporučení plukovníka Chesneyho pomohlo v Kalkatě Helferovi k přijetí za úředníka Východindické společnosti; ta ho pověřila průzkumem oblasti Tenaserim v Barmě; tam i s manželkou odplul 21. ledna 1837 a usadili se spolu v Mawlamyine (tehdy Moulmein). Manželé Helferovi od roku 1838 žili v Mergui (dnes Myeik), kde založili kokosové a kávovníkové plantáže. I zde pokračoval Helfer v průzkumných cestách. V Barmě se mu podařilo najít ložiska železné rudy, cínu a kamenného uhlí.
Dr. Helfer se rozhodl prozkoumat Andamanské ostrovy, kde jeho výprava zakotvila v lednu 1840. Při návštěvě jednoho z ostrovů vystoupili členové výpravy na břeh beze zbraní, aby nevzbudili pocit nedůvěry. Napadli je však domorodci ozbrojení kopími, luky a šípy. Výprava se zachránila plaváním k lodi, pouze Helfera zasáhl otrávený šíp a jeho tělo se nikdy nenašlo. Po manželově smrti se Pauline. neúspěšně pokoušela zachovat plantáže v Mergui.

### Druhé manželství
Protože sňatkem získala měšťanské právo v Praze, navrátila se do Čech. Při předávání sbírek zesnulého manžela Českému muzeu se seznámila s tehdejším presidentem Muzea hrabětem Josefem Dětmarem Nosticem-Rieneckem. Za něj se roku 1844 v Drážďanech provdala. Manželé Nosticovi žili na svém panství Schöndorf (dnes Frumuseni v Rumunsku), v tehdy uherském Banátu.
Podruhé ovdověla v roce 1871. Od roku 1879 žila Pauline Nosticová ve své vile v tehdy rakouském Tyrolsku u Merana.
Mathilde Pauline Nostitz-Rieneck zemřela 9. července 1881.

## Dílo

### Písemná pozůstalost po J. V. Helferovi
Manželka Pauline, která redigovala vydání níže uvedené knihy, uvedla v předmluvě k anglickému vydání, že většina písemné pozůstalosti Jana Helfera byla zničena při ztroskotání parníku Tigris 21. 5. 1836 nebo ztracena při dopravě pozůstalosti z Indie. Popis cest vyšel proto (včetně citací z Helferových deníků) v její redakci a s jejími doplňky, nejprve německy a následně anglicky:
- Johann Wilhelm Helfer’s Reisen in Vorderasien und Indien (německy, Cesty Jana Viléma Helfera do Přední Asie a Indie, vydala Paulina Nostitzová, Lipsko, 1873, nově vydáno Berlín, Trafo, 2004)
- Travels of Doctor and Madame Helfer in Syria, Mesopotamia, Burmah and other lands (anglicky, Cesty doktora Helfera a paní Helferové…, Londýn, 1878)[6][7]

### Odkaz Českému muzeu
Jak uvádí Časopis českého muzea, odkázal Jan Helfer ve své poslední vůli této instituci své sbírky již před odjezdem do Indie, roku 1835. Jen pražská sbírka představovala asi pět a půl tisíce druhů hmyzu. Sbírky se pak rozmnožily o exempláře získané pobytem na Středním východě a v Indii, které Muzeu předala Helferova manželka Pauline. Helferovy entomologické sbírky z Barmy jsou dodnes součástí sbírek entomologického oddělení Národního muzea.